# 이요미시마역
이요미시마역(일본어: 伊予三島駅 이요미시마에키[*])은 일본 에히메현 시코쿠추오시에 있는 시코쿠 여객철도 요산선의 역이다. 역 번호는 Y23이며, 단선 승강장과 섬식 승강장을 두루 갖춘 복합 형태의 철도 역사이다.

## 타는 곳
| 1 | ■ 요산 선 | (상행) | 가와노에 · 간온지 · 마루가메 · 다카마쓰 · 오카야마 방면   | (특급을 포함)   |
| 2 | ■ 요산 선 | (하행) | 니하마 · 이요사이조 · 이마바리 · 마쓰야마 · 우와지마 방면 | (특급을 포함)   |
| 3 | ■ 요산 선 | (상행) | 가와노에 · 간온지 방면                                    | (일부의 보통만) |
| 3 | ■ 요산 선 | (하행) | 니하마 · 이요사이조 · 이마바리 · 마쓰야마 방면            | (일부의 보통만) |

## 화물취급 · 전용선
일본화물철도의 역은 전용선 발착 컨테이너만의 취급역으로 되어 있다.
다이오 제지의 전용선이 역부터 분기하고 있어, 미시마 공장의 전용선 창고가 전용선 사이에 설치되어 있다. 역부터 1 km 정도의 본선으로부터 분기하고 있다. 화물 열차의 입환 작업은 JR 시코쿠로 전면 위탁되고 있다.

## 역 주변
- 시코쿠추오 시청
- 가가와 은행 미시마 지점
- 이요미시마 세무서

## 인접 정차역
| 시코쿠 여객철도 요산선      | 시코쿠 여객철도 요산선 | 시코쿠 여객철도 요산선        |
| --------------------------- | ---------------------- | ----------------------------- |
| Y 22 가와노에 다카마쓰 방면 | 요산 선                | 이요산가와 Y 24 마쓰야마 방면 |